# Criseide (moglie di Demetrio II)
Criseide (in greco antico: Χρυσηίς?, Chryseìs; ... – III secolo a.C.) fu la quarta ed ultima moglie del re di Macedonia Demetrio II Etolico e madre di Filippo V.

## Biografia
Secondo la testimonianza di Eusebio, il re di Macedonia Demetrio II prese in moglie una prigioniera di guerra, di nome Criseide, dalla quale ebbe il futuro re Filippo V.
Questa schiava dal nome omerico, probabilmente una tessala, è stata identificata dallo storico William Woodthorpe Tarn con Ftia, figlia del re dell'Epiro Alessandro II e terza moglie di Demetrio II, nonostante il matrimonio del re macedone con Ftia fosse stato organizzato dalla madre di lei Olimpiade II e non in conseguenza di una guerra con l'Epiro, che era tra l'altro un paese alleato della Macedonia al tempo di Demetrio II.
La filologa Elizabeth Donnelly Carney propende invece per l'ipotesi che la figlia del re dell'Epiro e la prigioniera di guerra fossero due persone differenti, sia perché nessuna fonte primaria associa mai il nome di Ftia a quello di Criseide, sia perché l'uso di cambiare il nome alla sposa nelle dinastie reali non era più in uso al tempo di Demetrio II.
Alla morte di Demetrio (229 a.C.), il cugino Antigono III Dosone sposò Criseide e ne adottò il figlio Filippo, salendo al trono come reggente e tutore del bambino, che all'epoca aveva nove anni. Otto anni dopo (221 a.C.), lo stesso Antigono Dosone morì, lasciando il trono al diciassettenne Filippo V.